# Giovan Battista Vanni

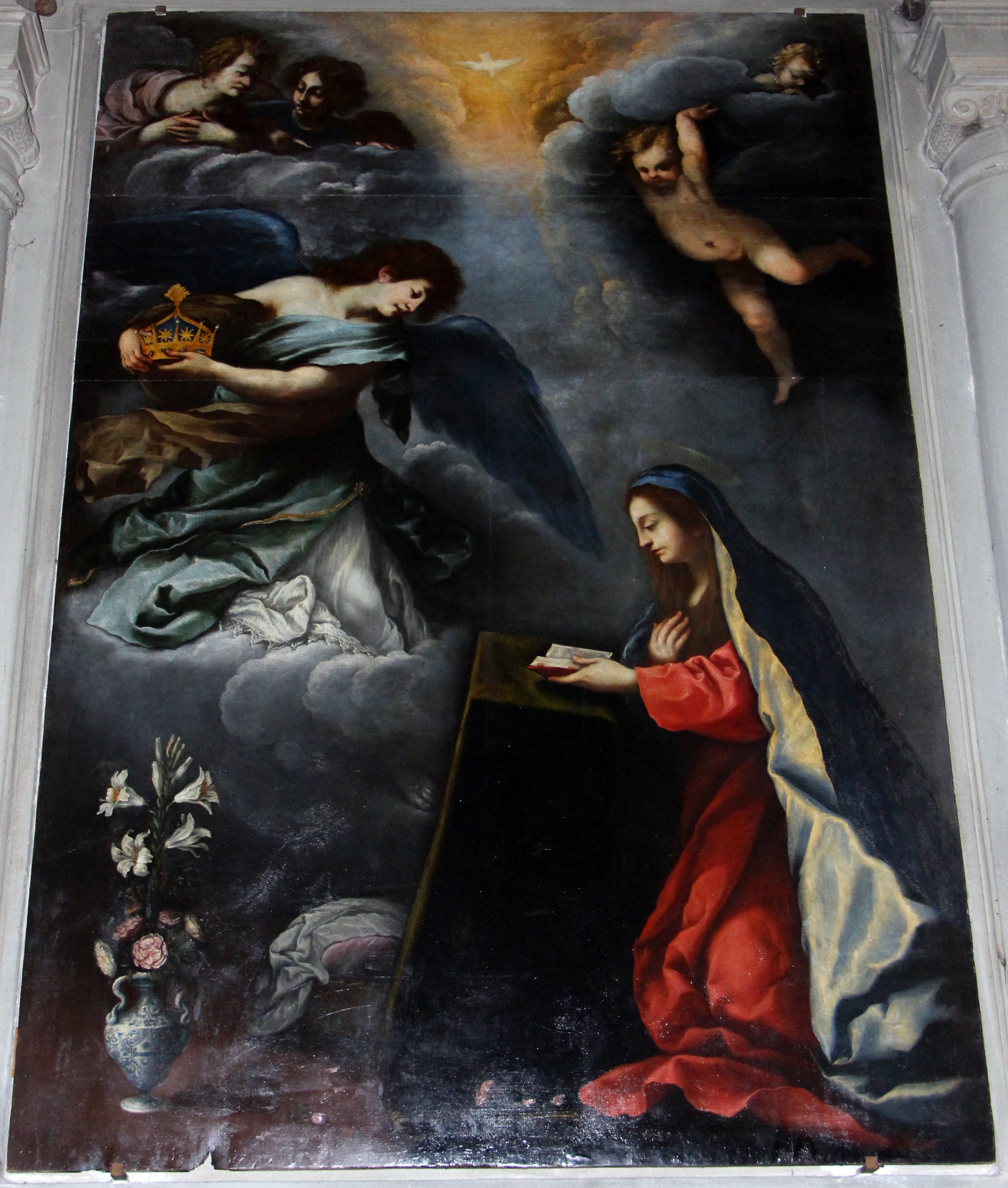
Annunciazione in San Michele a San Salvi, Firenze

Giovan Battista Vanni (Firenze, 1600 – Pistoia, 1660) è stato un pittore italiano formatosi alla scuola di Aurelio Lomi, di Matteo Rosselli, di Jacopo da Empoli, di Cristofano Allori e di Giulio Parigi.

## Biografia
Dal 1624 al 1632 ha operato a Roma, non nascondendo l'influenza dei pittori francesi che lì operavano. Rientrato a Firenze, dopo un breve viaggio a Venezia, si dedicò a soggetti sacri, producendo numerose opere pittoriche. Nelle sue opere è presente un "liberissimo ed arioso senso di circolazione spaziale" che si "congiunge al modo ampio e vaporoso del suo panneggiare" (Francesca Baldassari). Nella Vita scritta dal Baldinucci è descritto nella sua "impareggiabile bellezza di volto e di persona", nonché dotato "d'una mirabile vivacità di spiriti".
Tra le sue opere maggiori si possono menzionare:
- Venere che piange Adone morente nel Museo dell'Opificio delle Pietre Dure di Firenze, in cui l'eleganza ritmica dell'immaginare sembra precipitarsi, e insieme trattenersi, nel gesto ondoso e un po' carico, alla Salvestrini  (P. Bigongiari);
- Il Trionfo di Davide della Galleria del Palazzo degli Alberti, a Prato, con la figura, tra coccapanesca e furiniana, del David che impugna lo spadone, in una specie di affocata sovraesposizione dell'immagine;
- Il San Sebastiano curato dalle pie donne della Chiesa di San Giovanni dei Fiorentini a Roma, dove la figura del Santo ferito si abbandona in uno spazio multiplo, in un caravaggismo già coccapanesco o ficherelliano: cioè inteso come coordinazione gestuale in una spazialità che nell'Allori -appunto tra Cristofano e il Bilivert- è nata più intrisa di lirismo riflessivo;
- Un correggismo romanizzato risulta nella Sacra Famiglia con San Giovannino della collezione newyorkese Mr. e Mrs O'Connor Lynch. "Segni, tutti questi, di un temperamento sensibile che, immerso in un momento particolarmente sottile e critico del nuovo stile fiorito, rischia l'eclettismo tra le proposte, quanto si vuole affascinanti, ma perfidamente divaricate di quello che è il momento morbido dell'allunaggio del barocco a Firenze" (P. Bigongiari).
- Nel secondo refettorio della Chiesa del Carmine in Firenze è l'affresco Cena in casa di Simone Fariseo ("Sala Vanni");
- Nell'Annunciazione (olio su tela, Firenze, San Francesco di Paola) circa del 1650, la Vergine è a destra con veste rossa e manto azzurro, l'angelo cala dall'alto con veste gialla e rosa; fra le nubi quattro angeli in volo e la colomba dello Spirito Santo. Caterina Bon scrive che in mancanza di riferimenti stilistici precisi con altre opere del Vanni, un confronto tra il volto delle Vergine di questo dipinto e il volto di Betsabea di Jacopo da Empoli (al Kunsthistorisches Museum di Vienna) viene a documentare la diversità e le analogie fra la maniera del maestro (l'Empoli) e quella del suo allievo.

Verso il 1660, per volontà dell'abate Ippolito Bracciolini, Giovan Battista Vanni fu chiamato a decorare ad affresco il chiostro del monastero olivetano di San Benedetto in Pistoia. L'opera consiste in dodici lunette che, con tono vivace e narrativo illustrano le Storie dei cavalieri dell'Ordine di San Benedetto. Si tratta dell'ultimo lavoro dell'artista fiorentino il quale fu sopraggiunto da un malessere che, in mezzo a febbri altissime, lo condusse a morte il 27 luglio 1660.
Sono infine da ricordare i disegni custoditi al Museo del Louvre a Parigi  Archiviato il 29 settembre 2007 in Internet Archive., dove in particolare spiccano gli studi dell'artista sui volti (Visage de Sainte, Tête de femme..., Etude de tête).
Nel dare un giudizio globale sull'opera di questo artista minore si potrebbe affermare che forse non ha mantenuto quelle promesse che aveva sollevato col suo primo operare: le grandi speranze date si bloccano perché come dice il Lanzi, "egli retrocedette nel colorito". E prosegue: "Se avesse avuta miglior condotta e più ferme massime, potea con l'ingegno che avea sortito levarsi a gran volo".